# Castro (Cervantes)
Castro (llamada oficialmente Santa María do Castro) es una parroquia española del municipio de Cervantes, en la provincia de Lugo, Galicia.

## Organización territorial
La parroquia está formada por seis entidades de población:
- Barra
- Bustelo
- Couso
- Río
- Sabadelle
- Vilaluz

## Demografía
| Gráfica de evolución demográfica de Castro entre 2000 y 2019 |
|                                                              |
| Datos según el nomenclátor publicado por el INE.             |